# 瑶山蝉翼藤
瑶山蝉翼藤（学名：Securidaca yaoshanensis）为远志科蝉翼藤属下的一个种。